# Orleigh Court

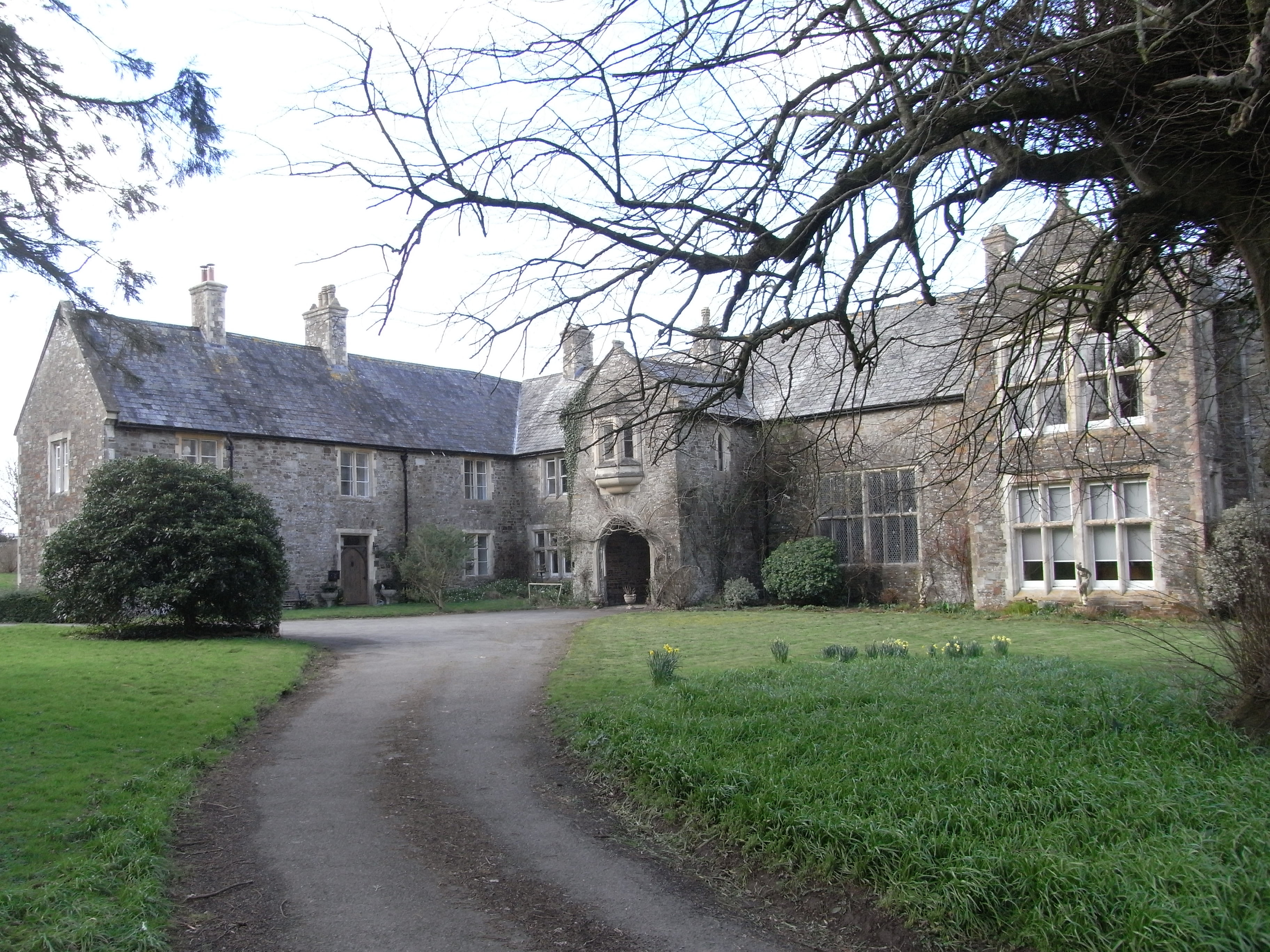
Die Frontfassade von Orleigh Court

Orleigh Court ist ein Herrenhaus in der Gemeinde Buckland Brewer, etwa 6,5 Kilometer südwestlich von Bideford in der englischen Grafschaft Devon. Das spätmittelalterliche Haus ist ein zweistöckiges Gebäude aus örtlich vorhandenem Schiefergestein und hat einen Rittersaal mit Hammerbalken-Gewölbe aus dem Ende des 15. Jahrhunderts.
Anfang des 18. Jahrhunderts wurde das Gebäude wesentlich verändert und 1869 erneut umgebaut. In den 1980er-Jahren wurde es aufgeteilt und besteht heute aus 12 Wohnungen.
In Orleigh Court wurde der berühmte Forscher und Entdecker der Nilquelle, John Hanning Speke, geboren.

## Geschichte

### Frühe Geschichte
Die ältesten, heute noch erhaltenen Teile des Gebäudes ließ ein Mitglied der Familie Denys errichten. Der Rittersaal, 9 Meter × 6 Meter groß und mit 1,5 Meter dicken Mauern, wurde wegen der Form der Dekoration um seine Eingänge auf Mitte des 14. Jahrhunderts datiert. 1416 gab Bischof Stafford die Erlaubnis, eine Kapelle am Haus zu bauen, und man nimmt an, dass der Raum über der Vorhalle dafür genutzt wurde.
Ende des 15. Jahrhunderts wurde der Rittersaal umgebaut und es ist klar, dass ein Teil der Arbeiten auf denen, die bereits in der nahegelegenen Weare Giffard Hall durchgeführt worden waren, basierten. Identische Steinmetzarbeiten an den Vorhallen der beiden Gebäude zeigen, dass zumindest mit einem Teil der Arbeiten derselbe Maurermeister beauftragt wurde. Die größte Verbesserung des Umbaus aber war der Bau eines Hammerbalkengewölbes mit vier Jochen für den Rittersaal, wiederum klar beeinflusst von der Konstruktion in der Weare Giffard Hall, aber etwas weniger aufwändig. Die Hammerbalken sind auf behauenen Steinkonsolen aufgelagert, die Figuren darstellen, von denen eine ein Schild mit dem Wappen der Familie Denys (drei Streitäxte) zeigt. Am Ende der Hammerbalken sitzt eine Reihe von zehn geschnitzten heraldischen Tieren, jedes davon etwa 60 Zentimeter hoch.
Einige Umbauten wurden Ende des 16. Jahrhunderts durchgeführt, wie z. B. der Anbau eines Treppenhauses an die linke Seite der Vorhalle und der Einbau eines großen Fensters in den Rittersaal rechts von der Vorhalle. Das letzte männliche Mitglied der Familie Denys aus Orleigh Court war Anthony Dennis († 1641), an den ein Mauerdenkmal in der Orleigh Chapel der Marienkirche in Buckland Brewer erhalten ist. Als er 1641 starb, hinterließ er drei Töchter als gemeinsame Erben, die das Anwesen 1661 an Treuhänder übertrugen. 1684 verkauften die Treuhänder es an John I. Davie († 1710), einen bekannten Tabakhändler aus Bideford.

### Familie Davie
John I. Davie starb 1710 und ein großes Mauerdenkmal in der Orleigh Chapel der Marienkirche in Buckland Brewer erinnert an ihn. Sein Sohn und Erbe, Joseph Davie († 1723), ließ eine Reihe von Verbesserungen im Inneren des Hauses vornehmen. Dies umfasste z. B. den Einbau eines offenen Zierkamins in den Rittersaal und die Installation von Löscheimern mit dem Wappen der Familie Davie und dem Jahr 1721 – sie blieben dort bis Anfang des 20. Jahrhunderts. Weitere Zubauten aus dieser Zeit umfassten den inneren Saal, der durch eine neue Tür neben dem offenen Kamin zugänglich ist, und Regenwasserspeier an der Ostfassade, die die Wappen der Davies und ebenso der Pryces tragen, was an Joseph Davies Gattin, Juliana Pryce erinnert, die im Alter von 28 Jahren 1720 starb. Joseph Davie selbst starb 1723, aber das Gebäude blieb bis 1807 in Händen der Familie. Der letzte Davie, der Orleigh Court besaß, war Joseph Davie Bassett, der Watermouth Castle bauen ließ und dann dorthin umzog. 1807 wurde Orleigh Court entweder verkauft, oder laut einer örtlichen Sage, bei einem Kartenspiel verloren, und zwar an Major Edward Lee.

### Lee, Speke und Rogers
Nach Edward Lees Tod 1819 fiel das Haus an seinen Neffen, den Politiker John Lee Lee (1802–1874), der dort nicht lebte, sondern es an seine Schwester und ihren Gatten, William Spoke, verpachtete. 1827 wurde in Orleigh Court deren Sohn John Hanning Spoke geboren, der später ein bekannter Entdecker wurde und die Quelle des Nils entdeckte. Ab 1845 war das Haus von anderen Pächtern belegt. 1869 wurde Orleigh Court an Thomas Rogers verkauft, der den Architekten John Henry Hakewill mit umfangreichen Änderungen am Haus beauftragte, z. B. der Verlegung der meisten Fenster, einem neuen Erker in der Vorhalle, den kompletten Umbau der nördlichen Gebäudeflucht und den Einbau eines holzvertäfelten Speisezimmers. Hakewill baute auch zwei Lodges im Tudorstil auf dem Gelände. Dann erbte der Sohn von Thomas Rogers, William Henry Rogers (* 1868), das Anwesen und ließ einige Änderungen durchführen, so z. B. die Entfernung einiger Paneele im Rittersaal, in dem sich die Braunfäule festgesetzt hatte, und ihr Ersatz durch Paneelen, im Stil des 16. Jahrhunderts, die er auf einem Speicher über den Stallungen entdeckt hatte und die vermutlich aus dem ursprünglichen Speisezimmer entfernt worden waren.
William Henry Rogers war ein Geschichtsliebhaber und baute die Geschichte von Orleigh Court in ein Buch über Buckland Brewer ein, das 1938 veröffentlicht wurde. 1939 aber hatte er das Haus verkauft. Nach dem Zweiten Weltkrieg wurde das Haus für mehrere Zwecke umgebaut, stand aber leer und verfiel. 1952 wurde es in die Liste historischer Bauwerke aufgenommen, blieb aber bis 1982 leer und wurde dann in Wohnungen umgebaut. 1986 wollte der Eigentümer die zehn Tierkopfschnitzereien aus dem 15. Jahrhundert bei Sotheby’s versteigern lassen, die einst die Hammerbalken geschmückt hatten, aber ihre Herkunft wurde untersucht und man fand heraus, dass sie Teil eines historischen Gebäudes waren. So wurden sie an ihre angestammten Plätze zurückgeführt und der Besitzer wurde bestraft. Aufgrund dieses Vorfalls wurde den Listenstatus des historischen Gebäudes auf den I. Grad angehoben. Seit 2011 ist das Gebäude in eine Anzahl von Wohnungen aufgeteilt und von 3,2 Hektar öffentlichen Grundes umgeben.